# Nottingham
Nottingham er en by i Nottinghamshire med ca. 323.632 indbyggere (2021).
Nottingham har den højeste koncentration af videregående uddannelse i East Midlands, idet hele tre universiteter ligger i byen University of Nottingham, Nottingham Trent University og University of Law.
Byen ligger ved Sherwoodskoven, der ligesom byen selv spiller en central rolle i legenden om Robin Hood.
Byen har en række attraktioner, herunder Nottingham Castle der blev grundlagt af Vilhelm Erobreren i 1068, National Justice Museum, City of Caves, Green's Mill, William Booth Birthplace Museum, Nottingham Industrial Museum, Nottingham Natural History Museum.
Beboelsesområdet The Park Estate er kendt for sine mange viktorianske huse.
De engelske fodboldklubber Nottingham Forest og Notts County kommer fra byen.

## City
Ved sit 60-års regeringsjubilæum i 1897 gav Victoria af Storbritannien kommunen status som city. I 1884 var Nottingham blevet en del af et nyoprettede bispedømme. Domkirken blev placeret i den lille by Southwell. Det blev den meget større by Nottingham, der nogle år senere blev Nottinghamshires city.
I 1928 fik Nottinghams borgmester titlen overborgmester (Lord Mayor). Ærestitlen blev bekræftet i 1974.

## Venskabsbyer
Nottingham har en række venskabsbyer:
- Ljubljana, Slovenien (1963)[8][9]
- Minsk, Hviderusland(1966–2022)[8][10]
- Karlsruhe, Tyskland (1969)[8][11]
- Harare, Zimbabwe (1981)[8]
- Ghent, Belgien (1985)[8][12]
- Ningbo, Kina (2005)[8]
- Timișoara, Rumænien (2008)[8]
- Krasnodar, Rusland (2012–2022)[13]
- Września, Polen[14]

Note: Ljubljana, Minsk og Harare er hovedsætder. Nottingham stoppede sin relation med Minsk og Krasnodar i marts 2022.